# Spaminta minjerribae
Spaminta minjerribae är en insektsart som beskrevs av Christine Lynette Lambkin 1986. Spaminta minjerribae ingår i släktet Spaminta och familjen fångsländor. Inga underarter finns listade i Catalogue of Life.

## Bildgalleri

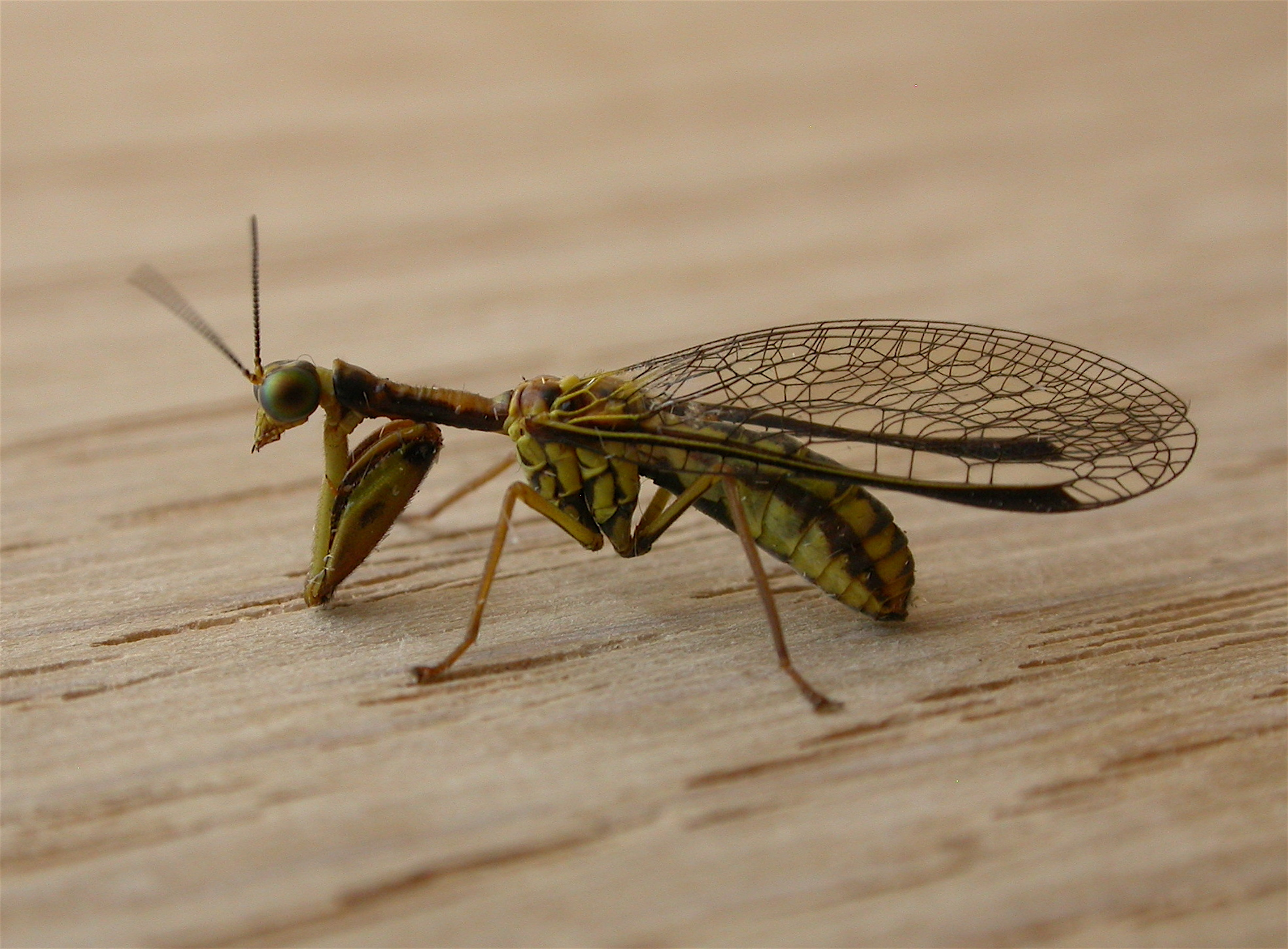